# Neperigea continens
Neperigea continens là một loài bướm đêm trong họ Noctuidae.